# Gorgone hilaris
Gorgone hilaris là một loài bướm đêm trong họ Noctuidae.